# Llista de pretendents al tron de França
Malgrat l'existència de la República Francesa, sempre hi ha hagut pretendents al tron de França, tots ells descendents dels darrers reis de França.

## Els legitimistes 1830-1883
La Revolució Francesa dugué a l'abolició de la Monarquia el 1792; des d'aleshores fins a 1804, en què Napoleó es coronà emperador, França fou una república. El 1814, després de la derrota de Napoleó, la Monarquia fou restaurada a França amb Lluís XVIII (1814 - 1824), germà de Lluís XVI i oncle de Lluís XVII. A la mort de Lluís XVIII, la corona passà al seu germà Carles X, destronat per la revolució de 1830, a conseqüència de la qual, Lluís Felip d'Orleans fou proclamat rei dels francesos. A part de pels republicans, la monarquia de Lluís Felip d'Orleans fou qüestionada pels legitimistes, partidaris de restituir el tron a la que ells consideraven la branca legítima: els hereus i successors de Carles X, mort a l'exili el 1836. Així, els pretendents legitimistes al tron de França foren:
- Lluís Antoni de França, duc d'Angulema Lluís XIX (1836 - 1844)
- Enric V de França, comte de Chambord (1844 - 1883)

## Els Orleans 1848-1883
Lluís Felip d'Orleans, proclamat rei dels francesos per la revolució de 1830, fou destronat per la revolució de 1848, que dugué a la proclamació de la II República Francesa (1848 - 1851). Després de la mort de Lluís Felip, exiliat a Anglaterra, el 1850, el pretendent al tron de la casa d'Orleans fou Felip d'Orleans (comte de París), net de Lluís Felip.

## Els pretendents des de 1883
El comte de Chambord va morir el 1883 sense descendència; aleshores, una gran part dels legitimistes reconegueren com a pretendent el comte de París, mentre que d'altres, però, volgueren reconèixer els prínceps de la branca espanyola dels Borbó, descendents de Felip V, net de Lluís XIV. Així, doncs, l'existència de dues branques de pretendents al tron de França es mantingué després de 1883, malgrat que el comte de París havia reconegut Enric de Chambord com a rei.

### Pretendents legitimistes
- Joan de Borbó i de Bragança Joan III (1883 - 1887)
- Carles de Borbó i Àustria-Este Carles XI (1887 - 1909)
- Jaume de Borbó i Borbó Parma Jaume I (1909 - 1931)
- Alfons Carles de Borbó i Àustria-Este Carles XII (1931 - 1936)

Els legitimistes, doncs, reconegueren com a aspirants al tron de França els pretendents carlins al tron espanyol; ara bé, el 1936, amb la mort sense descendència d'Alfons Carles de Borbó i Àustria-Este, la dinastia carlina espanyola s'extingí. Aleshores, els legitimistes reconegueren com a pretendent Alfons XIII, ex-rei d'Espanya destronat el 1931 arran de la proclamació de la II República Espanyola, iniciant així aquesta successió:
- Alfons XIII d'Espanya, Alfons I de França (1936 - 1941)
- Jaume de Borbó i Battemberg dit també Jaume Enric Jaume II o Enric VI (1941 - 1975)
- Alfons de Borbó i Dampierre, duc d'Anjou i duc de Cadis, Alfons II (1975 - 1989)
- Lluís Alfons de Borbó, duc d'Anjou Lluís XX, des de 1989

### Pretendents Orleans
Partint de la base que, segons el Tractat d'Utrecht de 1713, per tal de ser reconegut com a rei d'Espanya, Felip V havia hagut de renunciar als seus drets al tron de França, els Orleans consideren sense drets successoris els Borbó espanyols, descendents de Felip V; per altra banda, el comte de París havia reconegut com a rei el comte de Chambord, qui havia acceptat els Orleans com a hereus. La successió dels pretendents de la branca d'Orleans és la següent:
- Felip d'Orleans (comte de París), Felip VII (1850 - 1894)
- Felip VIII de França, duc d'Orleans (1894 - 1926)
- Joan d'Orleans (duc de Guisa) Joan III (1926 - 1940)
- Enric d'Orleans (comte de París) Enric VI (1940 - 1999)
- Príncep Enric d'Orleans i d'Orleans-Bragança Enric VII des de 1999